# Khayu
Khayu được đề cập trên Phiến đá Palermo như là một vị vua Ai Cập thuộc giai đoạn Tiền vương triều, ông đã trị vì ở Hạ Ai Cập. Vì không có bằng chứng nào khác về vị vua này, ông có thể là một vị vua thần thoại được kể lại bằng truyền thuyết, hoặc có thể hoàn toàn là hư cấu.